# Mieczysław Pawlak (koszykarz)
Mieczysław Pawlak – polski koszykarz, reprezentant kraju, multimedalista mistrzostw Polski.
Podczas rozgrywek 1948/1949 uzyskał najwyższą w lidze średnią punktów (13,2), o tytule lidera decydowała wtedy łączna liczba zdobytych punktów, a w tej zajął trzecią pozycję w lidze. W kolejnym sezonie został już oficjalnie liderem strzelców.  
W 1951, 1952 zajmował drugą pozycję na liście najlepiej punktujących ligi. W 1953 był ósmy.
W sezonie 1953/1954 pełnił funkcję grającego trenera.

## Osiągnięcia

### Klubowe
- Mistrz Polski (1950, 1952)
- Brązowy medalista mistrzostw Polski (1949, 1951)

### Indywidualne
- Lider strzelców polskiej ligi (1950)